# Tombeaux des Scaligeri
L'ensemble des tombeaux des Scaligeri (en italien, Arche scaligere) est constitué de quelques tombes monumentales consacrées à des membres de la famille Scaligeri. Il se trouve dans le centre historique de Vérone, à côté de l'église Santa Maria Antica. Georges Duby dit que l'ensembles est « l'un des monuments les plus remarquables et les plus importants de l'art gothique ».
L'une des tombes est celle de  Cangrande della Scala, à qui Dante dédia le Paradis de la Divine Comédie.

## Histoire
Les tombeaux des Scaligeri sont peut-être l'exemple le plus important de l'art gothique à Vérone. Malgré cela, vers la fin du XVIe siècle, ils posaient déjà des problèmes de conservation parce qu'ils étaient dans un état de semi-abandon. Une restauration complète du tombeau de Mastino n'eut lieu qu'en 1786, tandis qu'en 1839, on projeta une restauration générale de l'ensemble monumental. Les admirateurs de ces tombeaux sont nombreux ; ils comptent parmi eux, John Ruskin, qui nous a décrit dans un texte la grâce avec laquelle on construisit ces sépultures.

## Description
« Le mausolée des Scaligeri est un de ces ouvrages rares qui marquent la transition du moyen âge à la renaissance. La raideur gothique commence à se civiliser ; le marbre essaie timidement de s'assouplir. Comme Ève sortant des mains du Créateur, l'art ouvre les yeux et les referme un moment pour comprendre ce que c'est que la lumière, la vie et la beauté. En France, le chœur de l'église de Bourg et le tombeau de François II, duc de Bretagne, par Michel Columb, offrent les mêmes signes d'un art qui touche à l'âge intéressant de l'adolescence ; mais l'Italie ayant eu le privilège d'arriver toujours la première, le monument de Vérone a précédé d'un siècle ceux de Bourg-en-Bresse et de Nantes. »

Les tombeaux furent réalisés au XIVe siècle par divers sculpteurs. Lorsqu'on arrive de la piazza dei Signori, on voit, adossé au mur de l'église Santa Maria Antica, le tombeau de Mastino Ier della Scala, dont le sarcophage simple rappelle l'usage romain. Un peu plus loin se trouve, isolé, le tombeau d'Alberto Ier della Scala qui, richement décoré, reprend l'architecture de celui de Mastino. Près du mur extérieur, on voit ensuite trois tombeaux simples, probablement ceux de Bartolomeo Ier, de Cangrande II et de Bartolomeo II della Scala ou de Bailardo Nogarola.
Le tombeau de Giovanni della Scala fut déplacé en 1831 de l'église Santi Fermo e Rustico au pont Navi ; il se trouve maintenant au fond du cimetière, contre le mur extérieur d'une maison.
L'ensemble funéraire comprend enfin les tombeaux monumentaux de Cangrande 1er, de Mastino II et de Cansignorio della Scala, dont le tombeau est le plus riche et le plus « animé ». Les statues équestres originales de Cangrande et de Mastino ont été transférées près du musée de Castelvecchio de Vérone et remplacées par des copies.

## Les tombeaux monumentaux

### Le tombeau de Cangrande
Le tombeau de Cangrande 1er, le plus grand seigneur della Scala, est le premier des trois tombeaux monumentaux des Scaligerì à avoir été construit. Il a été érigé au-dessus de la porte d'entrée de l'église Santa Maria Antica.
Le sarcophage est soutenu par quatre chiens portant l'écu armorial de la famille. Sur la face avant, on voit trois statues, et sur la face arrière, Vérone. Le sarcophage supporte le lit de parade sur lequel repose un gisant représentant Cangrande, mort, mais affichant encore un sourire, et armé d'une épée à deux mains. Quatre colonnes d'ordre corinthien soutiennent le baldaquin, qui s'élance vers le haut pour se terminer par la statue équestre remarquable de Cangrande.
Sur les côtés du sarcophage, on voit une Pietà, une Annonciation, mais surtout les grandes victoires de Cangrande en bas-relief. Sur le panneau avant du tombeau, à droite, il y a :
- Padoue : fantassins de Padoue et de della Scala dans l'un des nombreux affrontements qui aboutirent à la victoire de Cangrande ;
- Padoue et la basilique Saint-Antoine, le Palazzo della Ragione et les murs ;
- Vicence : Cangrande à cheval dans l'une des batailles livrées aux portes de Vicence ;
- Vicence, son palais et sa tour sur la place, ainsi que ses fortifications (c'est la première illustration connue de cette ville).

Sur le panneau avant du tombeau, à gauche, on voit : 
- Belluno : Cangrande reçoit les clés de la ville ;
- La ville de Belluno, dont l'une des tours du palais épiscopal, la cathédrale, la tour du château, l'église San Lorenzo e Santa Croce, et les murs ;
- Feltre : Cangrande se penche pour recevoir les clés de la ville de représentants de cette dernière ;
- Feltre, son rocher et son donjon très haut.

Sur le panneau arrière du tombeau, à droite, il y a : 
- Cangrande devant l'empereur Henri VII ;
- Une représentation de la ville de Marostica ;
- L'empereur Henri VII, sur un trône, remettant l'étendard de Vérone à Cangrande et à Alboino ;
- La ville de Vérone et l'enceinte que Cangrande avait fait construire.

Sur le panneau arrière du tombeau, à gauche, on voit : 
- Padoue : les citoyens présentent l'étendard de la ville à Cangrande ;
- Une vue de Padoue ;
- Cangrande recevant l'hommage de ses nouveaux sujets, les Trévisans, qui lui remettent les clés de la ville ;
- La sortie du corps de Cangrande par les portes de Trévise, après sa mort.

Même les noms des principales villes de la marche y sont gravés : Vicence, Padoue, Feltre, Belluno, Marostica, Trévise et Vérone.
Au sommet du tombeau se trouve la statue équestre de Cangrande (dont l'original se trouve au Castelvecchio), tenue pour la plus belle statue équestre du XIVe siècle : Cangrande est représenté souriant et droit sur son cheval à peine arrêté après un galop victorieux. Le vent semble faire flotter le caparaçon damassé qui couvre le cheval jusqu'aux sabots. La tête de Cangrande est couverte de mailles d'acier, tandis que le heaume ailé à tête de chien est rabattu derrière le dos. Le bras semble remettre l'épée au fourreau en signe de paix, pendant que le sourire laisse une impression de bienveillance.

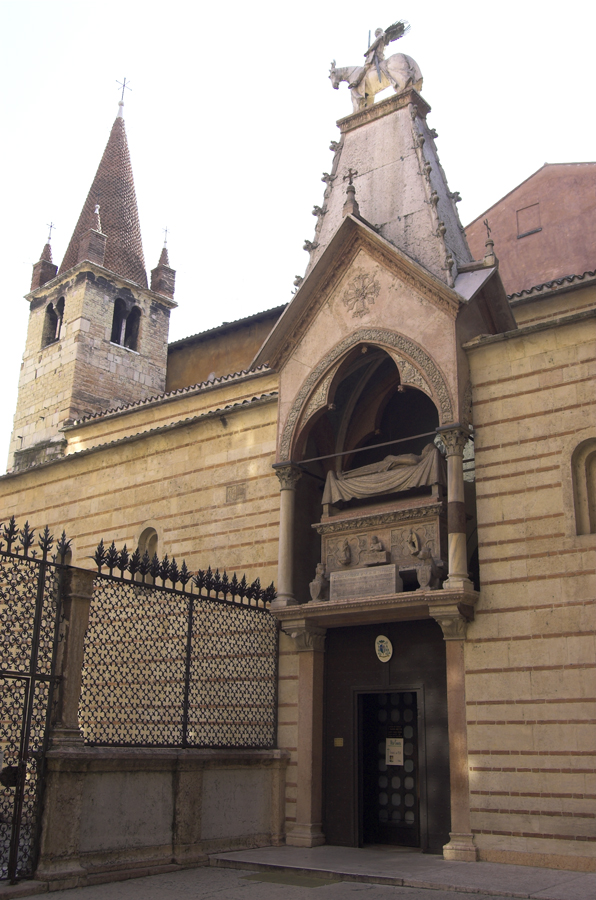
Santa Maria Antica et le tombeau de Cangrande Ier
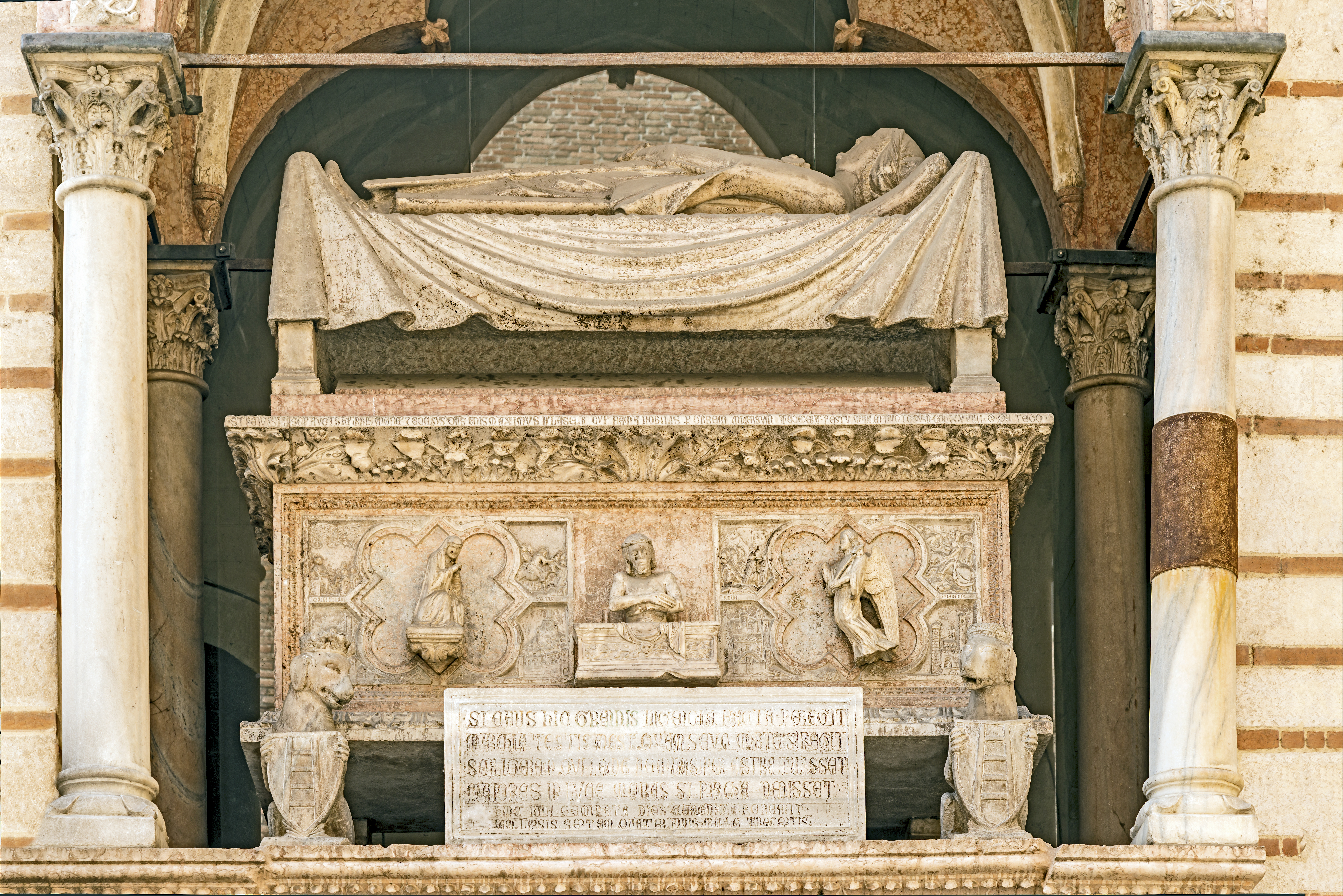
Le tombeau de Cangrande Ier
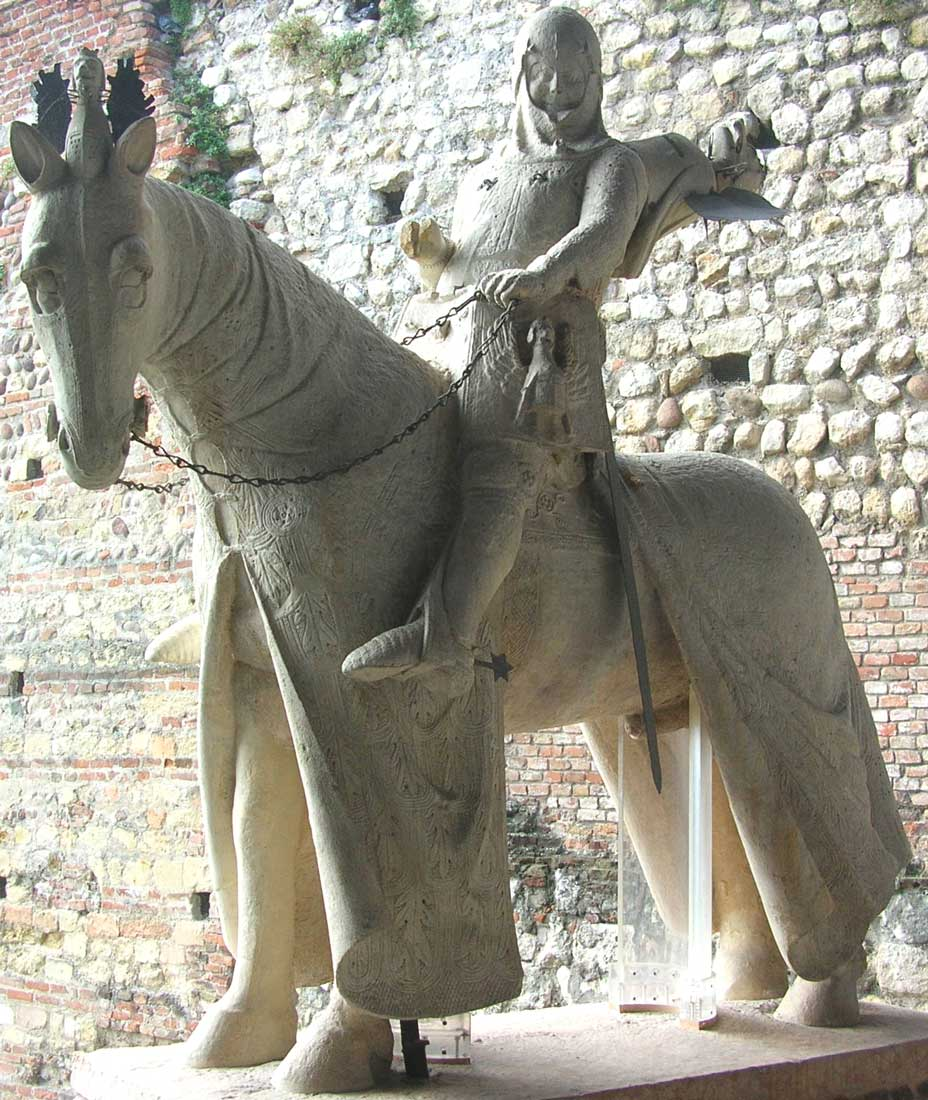
Statue équestre de Cangrande, transférée au Musée de Castelvecchio

### Le tombeau de Mastino II
Mastino II della Scala décida de faire construire son mausolée de son vivant (au contraire de Cangrande Ier, dont le tombeau fut construit après sa mort) : son tombeau est donc le deuxième des trois monuments funéraires qui a été construit, mais il est peut-être le plus précieux. À base quadrangulaire, il présente, dans les tympans du tabernacle du second ordre, où se trouve le sarcophage, des hauts-reliefs et des bas-reliefs précieux illustrant des scènes de l'histoire sainte : la tentation d'Adam et Ève, le travail des ancêtres, le meurtre de Caïn et la raillerie envers Noé, soit des rappels du drame que l'humanité vit en conséquence du péché.
Mastino est représenté gisant sur le couvercle du sarcophage, serein, dans le sommeil placide de la mort. Au-dessous, sur le même sarcophage, il est agenouillé devant la Vierge Marie et semble la supplier, comme l'indique l'inscription funèbre, que son esprit atteigne le ciel et y jouisse de la paix éternelle. Au-dessus, la figure de Mastino à cheval, en armure, domine le tombeau.

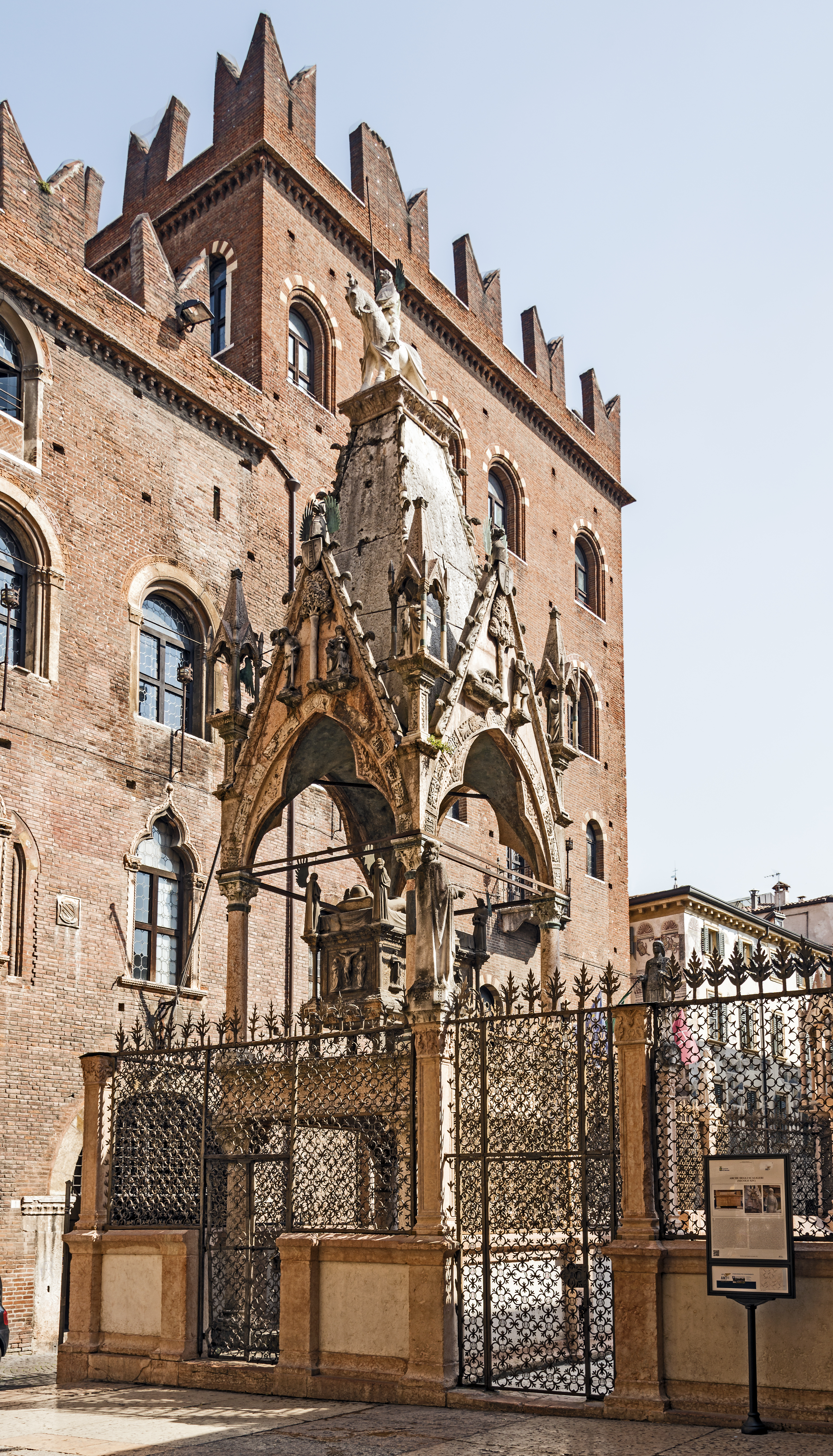
Tombeau de Mastino II
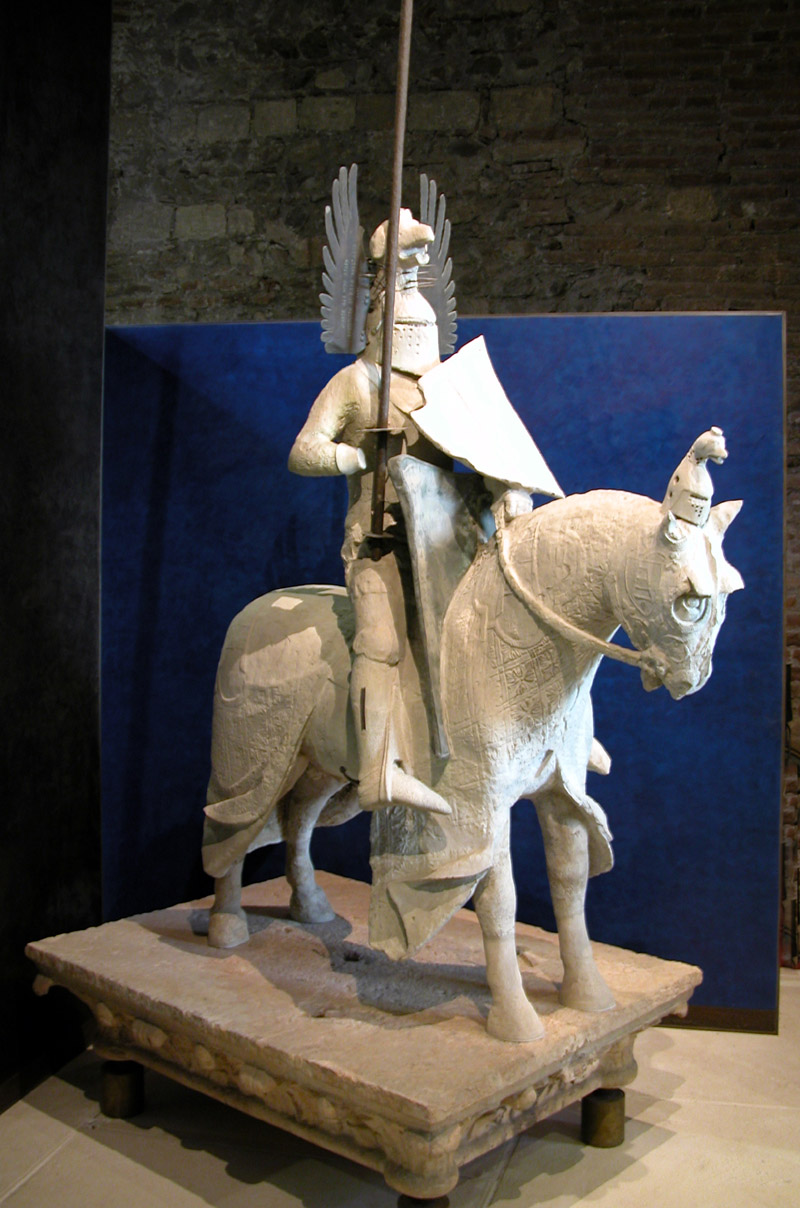
La statue équestre de Mastino II,transféré au Castelvecchio

### Le tombeau de Cansignorio

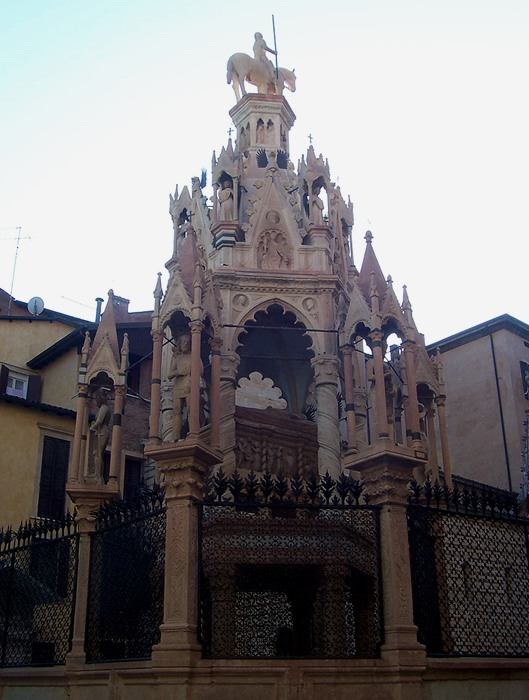
Le tombeau de Cansignorio

En 1364, vu son mauvais état de santé, Cansignorio della Scala commença à penser à sa sépulture et appela d'excellents sculpteurs et architectes pour faire son tombeau en marbre. Ce dernier, conçu comme un reliquaire gothique, fut réalisé d'après un dessin de Bonino da Campione et coûta plus de 10 000 florins, somme énorme puisque le pont Navi n'en avait coûté que trois fois plus. Licisco Magagnato décrit ce tombeau en ces termes :

« La machine hexagonale dominée par le cavalier de pierre fait irruption du filigrane de la grille armoriale. Les colonnes torses toutes ciselées s'élèvent comme des pivots gigantesques autour du sarcophage ; autour, comme dans un carillon gigantesque, les tabernacles abritent les poupées marmoréennes représentant des saints et des rois ; la pyramide tronquée, qui soutient l'étalon pétrifié, sort d'une forêt de pignons, de flèches, […] d'arcs aigus, polylobés, de trous, et de médaillons qui semblent les éléments symboliques d'un engrenage inutile et rouillé. Pourtant, une telle volonté baroque de laisser l'observateur stupéfait et étonné produit un effet architectural caractéristique du gothique international ;  c'est un « paysage » clé de la fin du Moyen Âge véronais. »

— Licisco Magagnato

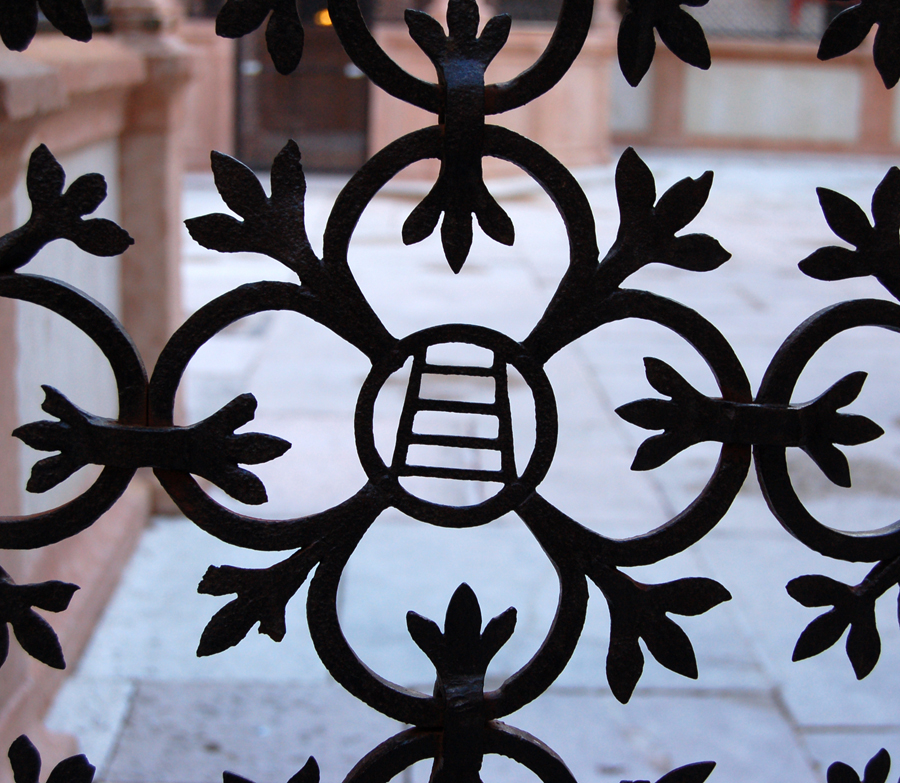
Détail de la grille portant l'emblème héraldique de la famille : l'échelle.

De grands artistes de l'époque romantique dessinèrent ce tombeau ou en parlèrent dans leurs écrits, dont Hippolyte Taine, qui écrivit en 1870 que les tombeaux des Scaligeri, et notamment celui de Cansignorio, étaient précieux comme la cathédrale de Milan et celle d'Assise.
Le tombeau est à base hexagonale, et les piliers, aussi hexagonaux, se dressent aux côtés de l'enceinte et soutiennent six tabernacles gothiques qui abritent six saints guerriers : Louis d'Anjou, Martin, Sigismond, Valentin, Georges et Louis, roi de France. Les six colonnes supportent aussi le plan de marbre rouge où se trouve le sarcophage entouré, aux quatre coins, de couples de putti nus. On y trouve aussi une inscription, attribuée au Cansignorio : « Je, Cansignorio, repose dans ce tombeau resplendissant, moi qui aurais pu être monarque de nombreuses villes d'Italie, qui tins de toute façon le sceptre de deux peuples, le véronais et le vicentin, et qui les gouvernai avec justice et piété. Ma bravoure, jointe à mon amour de la paix et à ma foi, feront ma renommée dans les siècles à venir. » Le sarcophage porte des sculptures illustrant des histoires tirées des Évangiles, en plus du couronnement de Marie, auquel Cansignorio assiste. Six autres colonnes soutiennent le baldaquin qui recouvre le sarcophage et dont les tympans portent autant d'illustrations allégoriques. De là s'élève la pyramide hexagonale qui sert de toit et se termine par la statue équestre de Cansignorio. Cette dernière forme une triade avec les deux autres statues équestres de ces seigneurs de Vérone.

## Citation originale
1. ↑  « Dalla filigrana del cancello stemmato erompe l’esagonale macchina su cui domina il cavaliere di pietra. Le colonne tortili tutte cesellate, si avvitano come mastodontici perni intorno al sarcofago; intorno ruotano, come in un gigantesco carillon, i tabernacoli che custodiscono marmorei pupazzi di santi e di re; la piramide tronca, che regge lo stallone impietrito, sporge da una selva di cuspidi, di guglie, di gattoni, d’archi acuti, polilobati, di fori, e di medaglioni che sembrano gli elementi simbolici di un ingranaggio inutile e rugginoso. Eppure tanta barocca volontà di lasciare meravigliato e stupefatto il riguardante, raggiunge un effetto architettonico, caratteristicamente tardo-gotico; è un "paesaggio" chiave della fine del Medioevo veronese. »